# 阪本久五郎

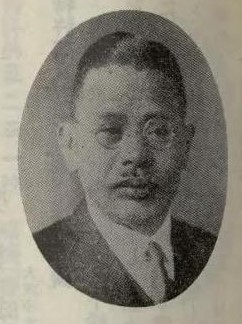
阪本久五郎

阪本 久五郎（さかもと きゅうごろう、1882年7月28日 - 1961年1月3日）は、日本の発明家、実業家。自動織機を発明した。

## 経歴
奈良県當麻村（現在の葛城市）出身。1908年に大阪高等工業学校機械科を卒業した。卒業後は鉄道院の技術官となった。1914年に退職し、大阪の木本鉄工株式会社に入社した。他にも大阪市豊田式織機株式会社などに勤務した。
1921年に自営を始めるが、同年に鈴政式織機会社（現在のエンシュウ株式会社）に支配人兼技師長として入社した。1924年には同社の専務取締役兼技師長となった。1926年に経糸切断停止装置を発明し、1927年に緯糸切断停止装置を発明し、1928年には管巻機を発明した。1932年（昭和7年）には社長に就任した。1933年には8年式阪本式自動織機を発表した。

## 特許
- 特許第72681号 自動織機に於ける緯糸の尽絶を探知する装置